# 李光赫
李光赫（朝鲜文：리광혁；英语:Ri Kwang-Hyok；1987年4月17日—），朝鲜足球运动员，入選過朝鮮國家青年足球隊、朝鮮國家奧運足球隊和朝鲜国家足球队，曾經效力於朝鮮足球聯賽足球會輕工業省體育團，現在效力於鯉明水體育團。

## 簡歷
李光赫曾經代表朝鮮國家足球隊參加2008年亞足聯挑戰盃卻因負給塔吉克國家足球隊而獲季軍，之後參加2010年世界盃預選賽並取得晉級資格，又在2010年世界盃決賽周賽事中上陣，後來參與了2010年亞足聯挑戰盃並協助朝鮮奪得冠軍取得亞洲盃席位。2011年參與了2011年亞洲盃賽事，但在小組賽以一平兩負成績出局，及後再參加2014年世界盃預選賽，但未能晉級。2012年，再參與2012年亞足聯挑戰盃並協助朝鮮奪得冠軍取得亞洲盃席位。
此前，他代表朝鮮國家青年足球隊參加2007年U20世界盃足球賽，以及代表朝鲜国家奧運足球队參加了2008年夏季奧林匹克運動會足球預選賽，但沒有上陣，後來先後參加了2009年東亞運動會和2010年亞洲運動會，其中先後在2009年東亞運動會對日本國家奧運足球隊、澳門奧運足球代表隊、香港奧運足球代表隊和韓國國家奧運足球隊比賽中以正選身分上陣，最後獲得第四名。

## 國際賽進球
朝鮮
| # | 日期          | 場地           | 對手     | 進球 | 比數 | 比賽                        |
| - | ------------- | -------------- | -------- | ---- | ---- | --------------------------- |
| 1 | 2012年3月13日 | 尼泊爾加德滿都 | 印度     | 2–0  | 4–0  | 2012年亞足聯挑戰盃          |
| 2 | 2012年12月1日 | 中國香港       | 中華臺北 | 0–3  | 1–6  | 2013年東亞盃資格賽 (第二輪) |

朝鮮U-23
| # | 日期          | 場地     | 對手 | 進球 | 比數 | 比賽                     |
| - | ------------- | -------- | ---- | ---- | ---- | ------------------------ |
| 1 | 2009年12月4日 | 中國香港 | 澳門 | 3–0  | 8–0  | 2009年東亞運動會足球比賽 |

## 榮譽

### 國家隊
朝鮮
- 亞足聯挑戰盃冠軍（2）：2010年、2012年；

朝鮮U-20
- 亞足聯U19青年錦標賽冠軍：2006年；

## 連接
- 李光赫在National-Football-Teams.com的資料